# One Shot (compilation)

Logo presente sulle copertine

One Shot è il titolo di una collana che raggruppa diverse serie di compilation pubblicate in Italia dall'etichetta discografica Universal Music con l'intento di raccogliere e ripresentare grandi successi della musica internazionale di tutti i tempi, che al 1998, anno di pubblicazione del primo volume One Shot '80 della prima serie della collana, non erano stati più riproposti in compilation sul mercato discografico.

## Il titolo
L'espressione One Shot in campo musicale indica una meteora o one-hit wonder, cioè un gruppo o un musicista che, pur avendo prodotto un solo brano o un album di grandissimo successo o di notevole rilevanza artistica, non è riuscito a ripetersi e, nel tempo, è quasi sparito dal mercato discografico.

## Le serie
La pubblicazione delle compilation, raggruppate in serie, è iniziata verso la fine degli anni 90 con il titolo One Shot '80. Successivamente sono state aggiunte le serie dedicate agli anni '70, '90, 2000, alla musica disco, alle canzoni del Festival di Sanremo ed altro.
Per poter produrre raccolte il più possibile rispondenti ai gusti del pubblico acquirente, nei libretti che accompagnano i vari volumi, oltre ai testi originali dei brani proposti (non presenti in alcune serie) e ad altre informazioni, era stato inserito un questionario. L'utilizzatore, oltre ad indicare le proprie preferenze, poteva scegliere di aderire gratuitamente al fan club ufficiale, appositamente creato, e poteva anche richiedere di essere citato nei ringraziamenti inclusi nel libretto della pubblicazione successiva.
Nel 2005 il progetto One Shot è ormai diventato un marchio e il fan club un forum di appassionati. Inoltre, dall'anno prima, l'emittente musicale All Music ha un programma televisivo dedicato ai videoclip di questi brani.

## One Shot Disco
Serie dedicata al meglio della disco music degli anni settanta, come indicato anche nel sottotitolo The Definitive Discollection. I libretti che accompagnano i vari volumi NON contengono i testi dei brani, ma le riproduzioni in piccolo delle copertine dei 45 giri (normalmente quelle delle versioni 7") più significativi, oltre (solo per i primi 3 volumi) ai posizionamenti di ciascun brano nelle classifiche statunitensi, inglesi e italiane prelevati da fonti autorevoli (rispettivamente Billboard, Guinness British Hit Singles e Musica e dischi). Nell'editoriale con i ringraziamenti ai fan viene anche giustificato il formato in 2 CD o cassette, necessario a contenere le versioni integrali (spesso tratte dall'album o dal singolo 12") dei brani inseriti. 
- 1999 - One Shot Disco (Volume 1) - The Definitive Discollection copertina senza indicazione del volume (2 CD)
- 2000 - One Shot Disco Volume 2 - The Definitive Discollection (2 CD)
- 2000 - One Shot Disco Volume 3 - The Definitive Discollection (2 CD)
- 2001 - One Shot Disco Volume 4 - The Definitive Discollection (2 CD)
- 2002 - One Shot Disco Volume 5 - The Definitive Discollection (2 CD)
- 2003 - One Shot Disco Volume 6 - The Definitive Discollection (2 CD)

## One Shot '80
La copertina della prima serie riproduce, con stampa olografica a specchio, il logo "one shot" tipico della collana, cui si aggiunge il numerale '80 per identificarla. La prima raccolta NON presenta alcuna indicazione di "volume", né un numero progressivo nella serie; tuttavia entrambe queste informazioni sono sempre presenti e ben evidenziate in tutti gli album seguenti. Per differenziare ulteriormente i vari volumi, viene anche utilizzato un diverso colore di fondo della stessa copertina.
Sono stati pubblicati 20 volumi, tutti contengono un opuscolo con testi originali, autori, durata e anno di pubblicazione dei brani inseriti. La serie prevede inoltre che ogni cinque volumi ne venga pubblicato uno doppio (due CD) contenente esclusivamente musica prodotta in Italia.
- 1998 - One Shot '80
- 1998 - One Shot '80 Volume 2
- 1999 - One Shot '80 Volume 3 (Love)[3]
- 1999 - One Shot '80 Volume 4
- 1999 - One Shot '80 Volume 5 (Dance Italia) (2 CD)
- 1999 - One Shot '80 Volume 6
- 1999 - One Shot '80 Volume 7
- 2000 - One Shot '80 Volume 8 (More Love)
- 2000 - One Shot '80 Volume 9
- 2000 - One Shot '80 Volume 10 (Dance Italia) (2 CD)
- 2001 - One Shot '80 Volume 11
- 2001 - One Shot '80 Volume 12 (Movies)
- 2002 - One Shot '80 Volume 13
- 2002 - One Shot '80 Volume 14 (Cool)
- 2003 - One Shot '80 Volume 15 (Disco & Dance Italia) (2 CD)
- 2003 - One Shot '80 Volume 16
- 2004 - One Shot '80 Volume 17
- 2006 - One Shot '80 Volume 18
- 2007 - One Shot '80 Volume 19
- 2009 - One Shot '80 Volume 20 (Pop Italia) (2 CD)

Volumi extra con Il meglio del meglio dei grandi artisti degli anni ottanta:
- 1999 - 80! (Volume 1) copertina senza indicazione del volume
- 2002 - 80!! (Volume 2) copertina senza indicazione del volume
- 2004 - One Shot Black '80 (2 CD)

## One Shot '90
- 2000 - One Shot '90 Volume 1
- 2001 - One Shot '90 Volume 2
- 2001 - One Shot '90 Volume 3
- 2002 - One Shot '90 Volume 4
- 2018 - One Shot '90

## One Shot Easy
Serie dedicata ai grandi classici del pop e dell'easy listening degli ultimi trent'anni:
- 2001 - One Shot Easy Volume 1
- 2001 - One Shot Easy Volume 2
- 2002 - One Shot Easy Volume 3

## One Shot 'aaaa' - Le più belle canzoni dell'anno!
Nel 2005 ha inizio, patrocinata da All Music, la pubblicazione della serie intitolata One Shot 'aaaa' - Le più belle canzoni dell'anno!, che contiene brani, rimasterizzati a 24 bit, divisi per anno di pubblicazione, dal 1980 al 2003. Ciascun volume, costituito da 2 CD di lunga durata per oltre 2 ore e mezza di musica, copre un singolo anno e, oltre a riprendere molti titoli già presenti nelle precedenti serie One shot '80 e One shot '90, è completato con ulteriori canzoni. La collezione è così ampliata in modo significativo ed estesa fino ai primi anni duemila.
Sulla copertina di tutte le confezioni scompare l'indicazione di volume, resta invece il grande logo "One Shot", stampato con i bordi neri su fondo bianco, e viene inserita ben chiara l'indicazione dell'anno con la dicitura Le più belle canzoni dell'anno! e aggiunto il logo di All Music. All'interno è sempre presente un pieghevole con un editoriale che spiega l'inserimento dei titoli in un determinato anno. In pratica sono raggruppate le canzoni che, durante l'anno, hanno raggiunto il massimo successo nelle varie classifiche (non riportate) o sono state più ascoltate e diffuse (come in una specie di "libro dell'anno in musica" o "colonna sonora dell'anno"), invece di raccogliere i brani pubblicati durante lo stesso periodo di tempo.
- 2005 - One Shot 1980
- 2005 - One Shot 1981
- 2005 - One Shot 1982
- 2005 - One Shot 1983
- 2005 - One Shot 1984
- 2006 - One Shot 1985
- 2006 - One Shot 1986
- 2006 - One Shot 1987
- 2006 - One Shot 1988
- 2007 - One Shot 1989
- 2006 - One Shot Swiffer - Rispolvera i capolavori degli anni '80! (promo)
- 2007 - One Shot 1990
- 2007 - One Shot 1991
- 2007 - One Shot 1992
- 2008 - One Shot 1993
- 2008 - One Shot 1994
- 2008 - One Shot 1995
- 2008 - One Shot 1996
- 2008 - One Shot 1997
- 2009 - One Shot 1998
- 2009 - One Shot 1999
- 2009 - One Shot 2000
- 2010 - One Shot 2001
- 2010 - One Shot 2002
- 2011 - One Shot 2003
- 2015 - One Shot 2015

- 2010 - One Shot Festival (vol. 1) copertina senza indicazione del volume (2 CD)
- 2011 - One Shot Festival (vol. 2) (2 CD)
- 2012 - One Shot Festival (vol. 3) (2 CD)

## One Shot Summer
Raccolte dei tormentoni estivi italiani e stranieri maggiormente ascoltati e richiesti.
- 2000 - One Shot Summer
- 2010 - One Shot Summer (2 CD)
- 2016 - One Shot Best of Summer 2016
- 2017 - One Shot Best of Summer 2017
- 2018 - One Shot Best of Summer 2018

## One Shot varie
- 2000 - One Shot The Very Best of Kool & The Gang
- 2001 - One Shot Reggae!
- 2006 - One Shot Cinema
- 2008 - One Shot Cartoon!
- 2008 - One Shot Varietà
- 2009 - One Shot Telefilm
- 2011 - One Shot Christmas

## Box
- 2005 - One Shot Anni Settanta (box di 6 CD)*
- 2006 - One Shot '80 Special Collection (box di 6 CD)*

* CD distribuiti settimanalmente nelle edicole, in allegato al periodico Oggi e racchiusi in un confanetto.
- 2007 - One Shot Disco (box di 5 CD)